# John Thomas (Mediziner)

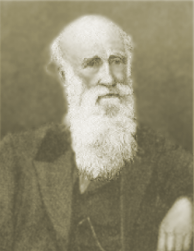
John Thomas

John Thomas (* 12. April 1805 in London; † 5. März 1871 in Jersey City) war ein anglo-amerikanischer Mediziner und Gründer der Christadelphian.

## Leben und Wirken
John Thomas wurde am 12. April 1805 am Hoxton Square in London geboren. Seine Familie hatte hugenottische Wurzeln. Sein Vater war Prediger, wodurch die Familie mehrmals umziehen musste, unter anderem auch in den Norden Schottlands. Mit sechzehn Jahren nahm Thomas ein Medizinstudium auf, zunächst in Chorley, Lancashire, später in London, wo er sich als Chirurg spezialisierte. Während seines Studiums wirkte er u. a. am Guy’s und St Thomas’ Hospital. Später publizierte er u. a. in der renommierten Fachzeitschrift The Lancet. 1832 übersiedelte Thomas nach Nordamerika. Auf der Überfahrt gab er unter einem schweren Sturm Gott das Versprechen, sein restliches Leben dem Bibelstudium zu widmen. Nach seiner Ankunft in Amerika ließ er sich im Oktober 1832 taufen und schloss sich den Disciples of Christ an, die Teil der nordamerikanischen Restaurationsbewegung waren. Mit Unterstützung von Alexander Campbell, einem bekannten Vertreter der Restaurationsbewegung, begann er schließllch als Prediger zu wirken und reiste durch mehrere US-amerikanische Staaten, ehe er in Philadelphia im US-Bundesstaat Pennsylvania sesshaft wurde. Hier heiratete er am 1. Januar 1834 Ellen Hunt. Im gleichen Jahr erschien auch erstmals die von ihm herausgegebene Zeitschrift Apostolic Advocate. Später übersiedelte er nach Richmond im US-Bundesstaat Virginia. Zur gleichen Zeit entfernte er sich theologisch zunehmend von der Restaurationsbewegung, was zu einem Zerwürfnis mit Alexander Cambell führte. 1837 wurde er schließlich aus den Disciples of Christ ausgeschlossen. In den folgenden Jahren wurde er auf die sich formierende adventistische Bewegung der nach William Miller benannten Milleriten aufmerksam. Im Jahr 1843 hatte er schließlich selbst die Möglichkeit William Miller zu treffen. Mit Miller verband ihn der feste Glaube an die nahe Wiederkunft Jesu (Parusie). 1846 reiste Thomas u. a. nach New York, um dort mehrere Vorträge zu halten. Zwei Jahre später unternahm er eine Vortragsreise nach England. Seine Vorträge bildeten 1849 die Grundlage für sein Buch Elpis Israel (Hoffnung Israels). Nach seiner Rückkehr aus Europa übersiedelte Thomas nach New York und begann dort Kontakte zur jüdischen Gemeinde aufzubauen. 1856 traf er mit dem ebenfalls aus England stammenden früheren Baptisten Benjamin Wilson zusammen, mit dem er in den folgenden Jahren eng zusammenarbeiten sollte. Die beiden standen zudem in Austausch mit dem Prediger Joseph Marsh. Die Beziehung zwischen Wilson und Thomas hielt bis etwa 1862, als sich zwischen beiden ein Disput über die Auslegung des Passuses auferstehen unverweslich im Ersten Korintherbrief (1. Korinther 15,52 ) und seine Übereinstimmung mit Passagen im Römerbrief (Römer 14,10 ) und Zweiten Korintherbrief (2. Korinther 5,10 ) entwickelte. Beide waren Befürworter der Ganztodtheorie, Wilson war unter Verweis auf 1. Kor. 15,52 aber der Ansicht, dass die verstorbenen Gerechten vor ihrer Unsterblichkeit nicht noch einem Gericht zugeführt werden würden (universale Auferstehung). Dem widersprach Thomas unter Verweis auf Römer 14,10 und 2. Kor. 5,10. Die Kontroverse wurde später als Immortal Emergence (etwa Entstehung der Unsterblichen) bekannt. Ein weiterer theologischer Disput bestand mit Marsh, der eine erneute (Glaubens-)Taufe als nicht substanziell für den Zugang zur Gemeinde und die Teilnahme am Abendmahl ansah. Die unter Thomas, Wilson und Marsh gebildeten Gemeinschaften entwickelten sich in Folge auseinander. Die Gemeinden unter Wilson nannten sich Church of God of the Abrahamic Faith (≈Gemeinde Gottes des Abrahamitischen Glaubens, heute Church of God General Conference), die unter Thomas nutzten ab etwa 1864/1865 den Begriff Christadelphian (griechisch für Brüder in Christus). Dies war nach dem Ausbruch des Amerikanischen Bürgerkrieges 1861 auch erforderlich, da allein diejenigen, die einer anerkannten religiösen Gruppe angehörten, eine Ausnahme vom Militärdienst erhielten. Während des Krieges hatte Thomas noch an drei Bänden von Eureka gearbeitet. Im Mai 1868 kehrte Thomas noch einmal für eine letzte Vortragsreihe nach England zurück, wo er u. a. von Robert Roberts unterstützt wurde. Drei Jahre später, am 5. März 1871, starb Thomas in Jersey City. Er wurde auf dem Green-Wood Cemetery in New York beigesetzt.

## Bibliographie (Auswahl)
- Elpis Israel (1848)
- Eureka: An Exposition of the Apocalypse
- Exposition of Daniel (1868)